# Bromont-Lamothe
Bromont-Lamothe è un comune francese di 966 abitanti situato nel dipartimento del Puy-de-Dôme nella regione dell'Alvernia-Rodano-Alpi.

## Società

### Evoluzione demografica
Abitanti censiti